# Tapis de Veramin
 (juillet 2016).
Le tapis de Veramin est un type de tapis persan. Il est noué dans la ville du même nom, à une centaine de kilomètres au sud de Téhéran.

## Description
Trois types de décors sont utilisés pour le champ du tapis de Veramin : le zil-i sultan, le minah-khani et enfin le décor de fleurs et d'animaux. Ce décor floral et animalier consiste en un champ recouvert de branchages et d'arbustes entre lesquels sont répartis, sans ordre, divers animaux, principalement des cerfs et des lions, inspirés par les miniaturistes persans du XVIe siècle.
Les couleurs sont très nombreuses, à cause de la diversité des motifs utilisés.
La bordure est plutôt réduite par rapport au champ ; la bande principale est encadrée de deux bandes secondaires, elles-mêmes entourées de deux bandes étroites. Ces bandes sont très importantes pour distinguer un tapis de Veramin et de Téhéran des autres tapis ayant des décors similaires.  Ces petites bandes sont décorées d'une succession de denticules formés de triangles et de losanges réunis par le sommet.

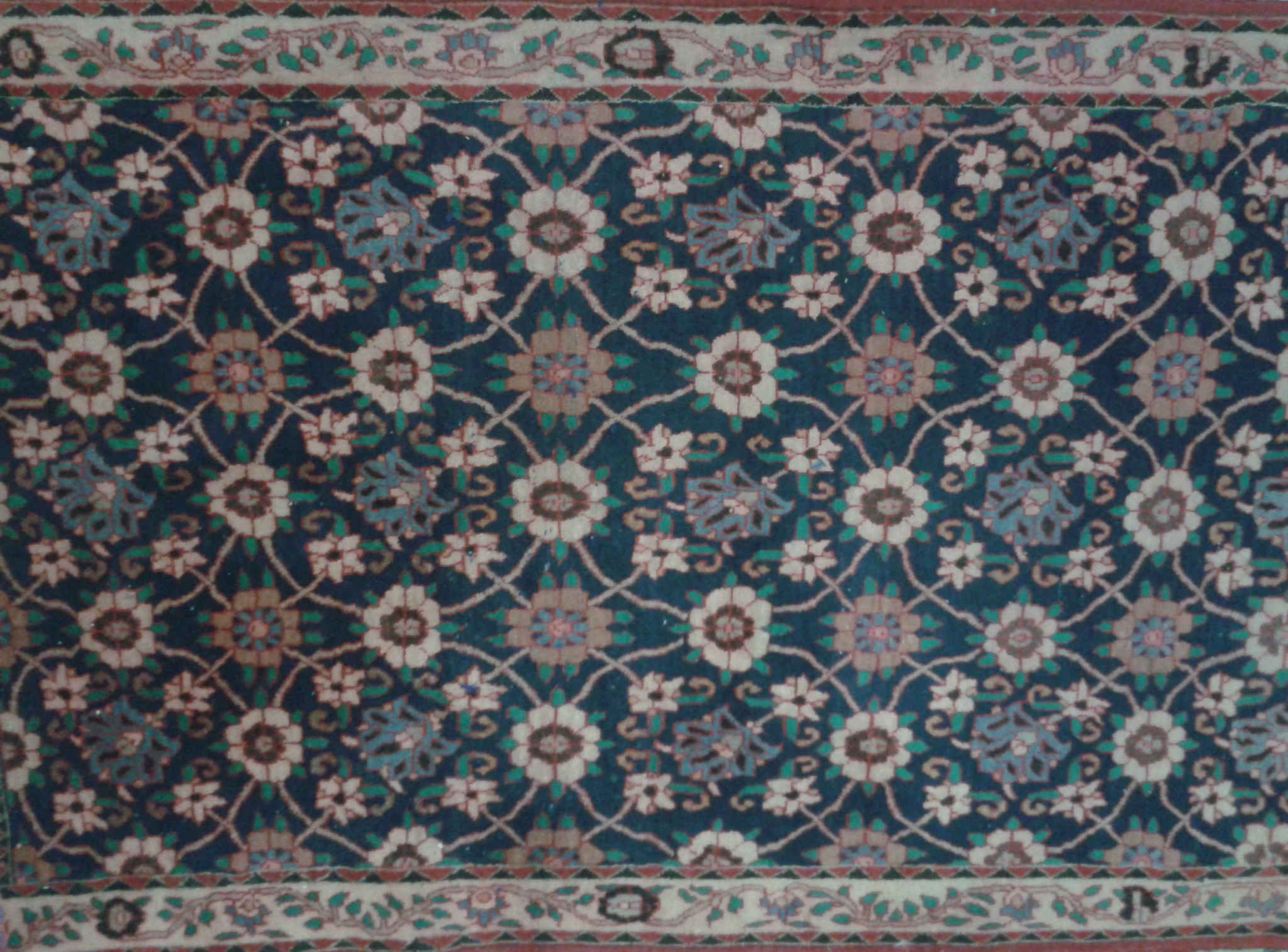
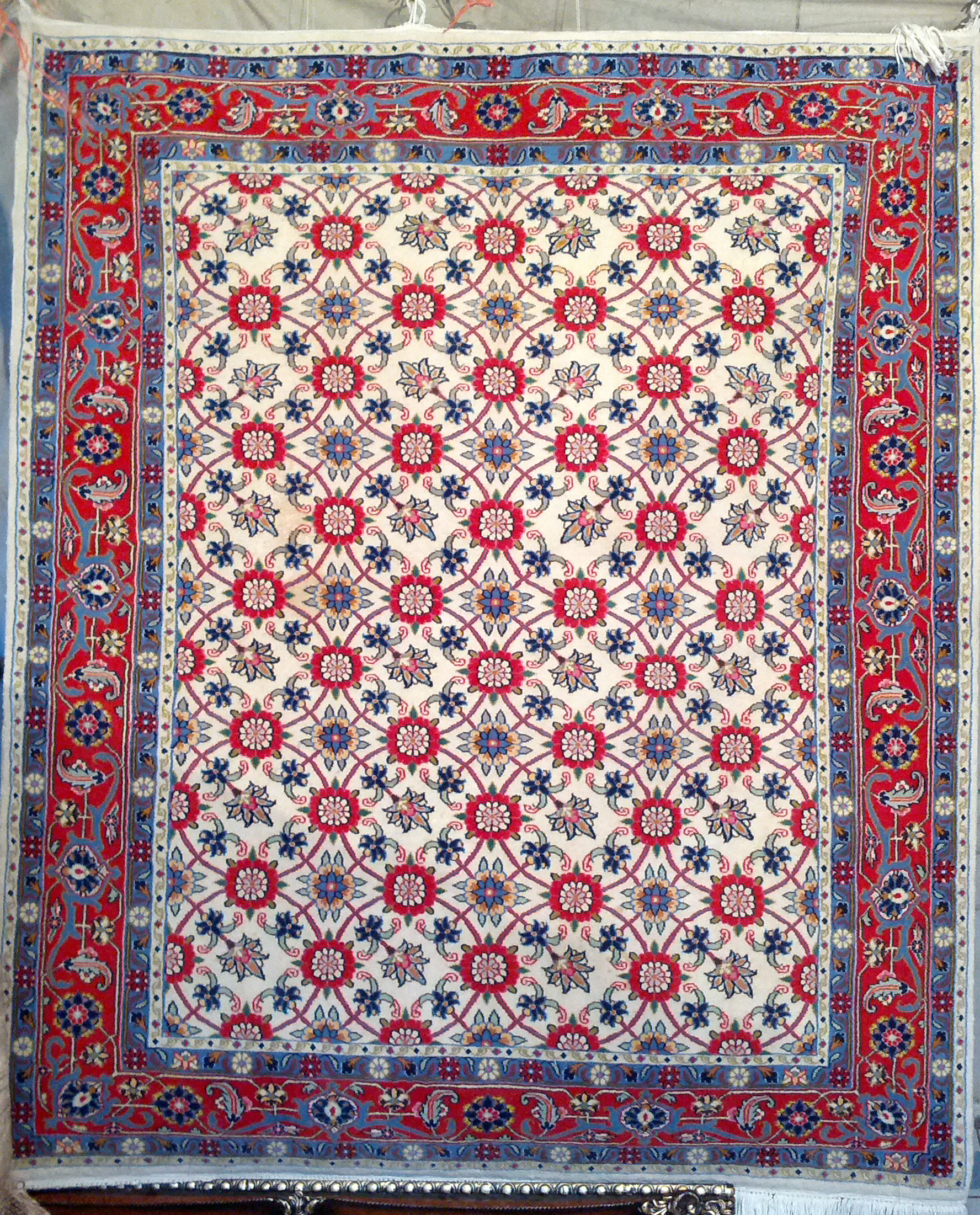
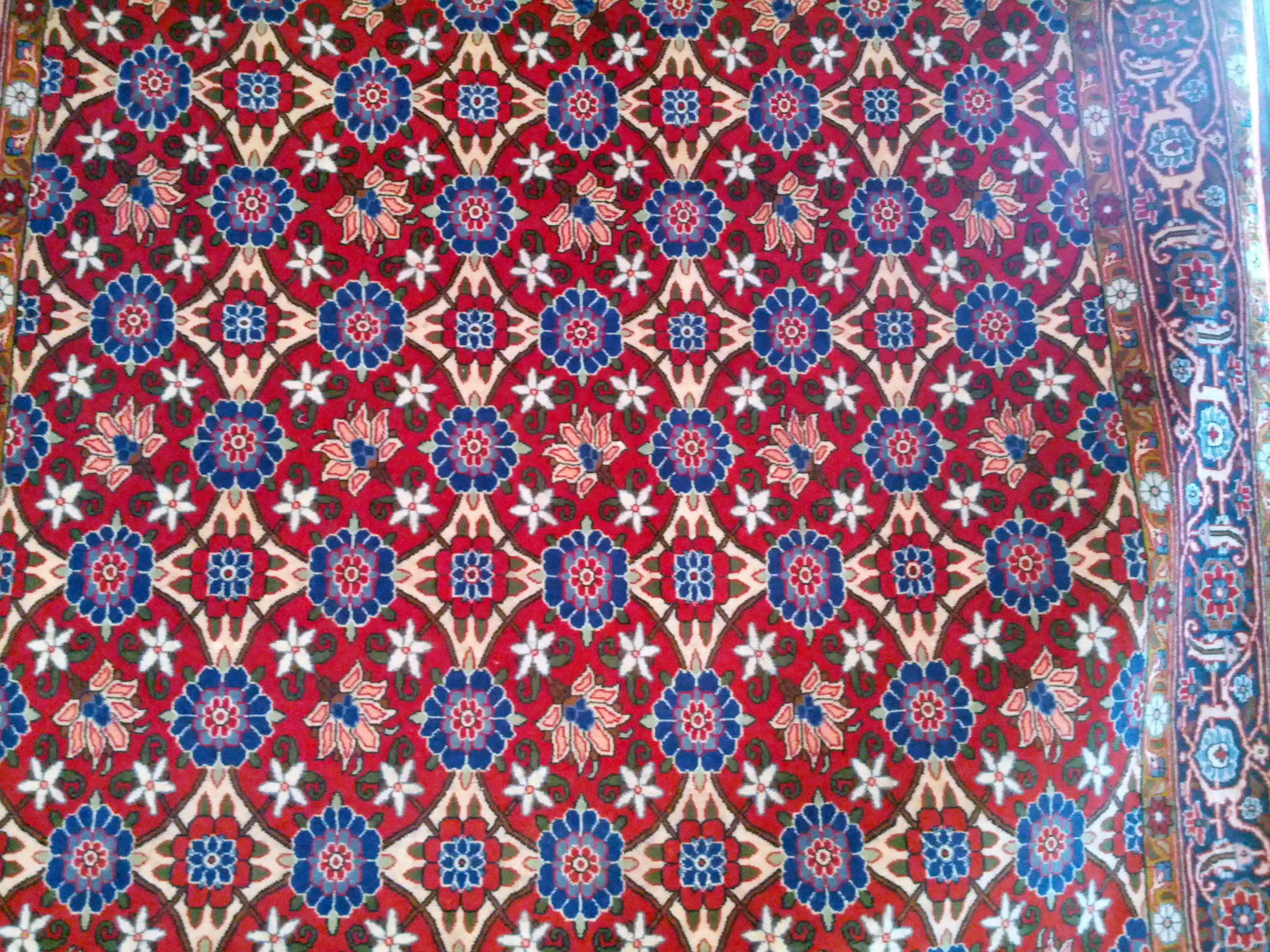
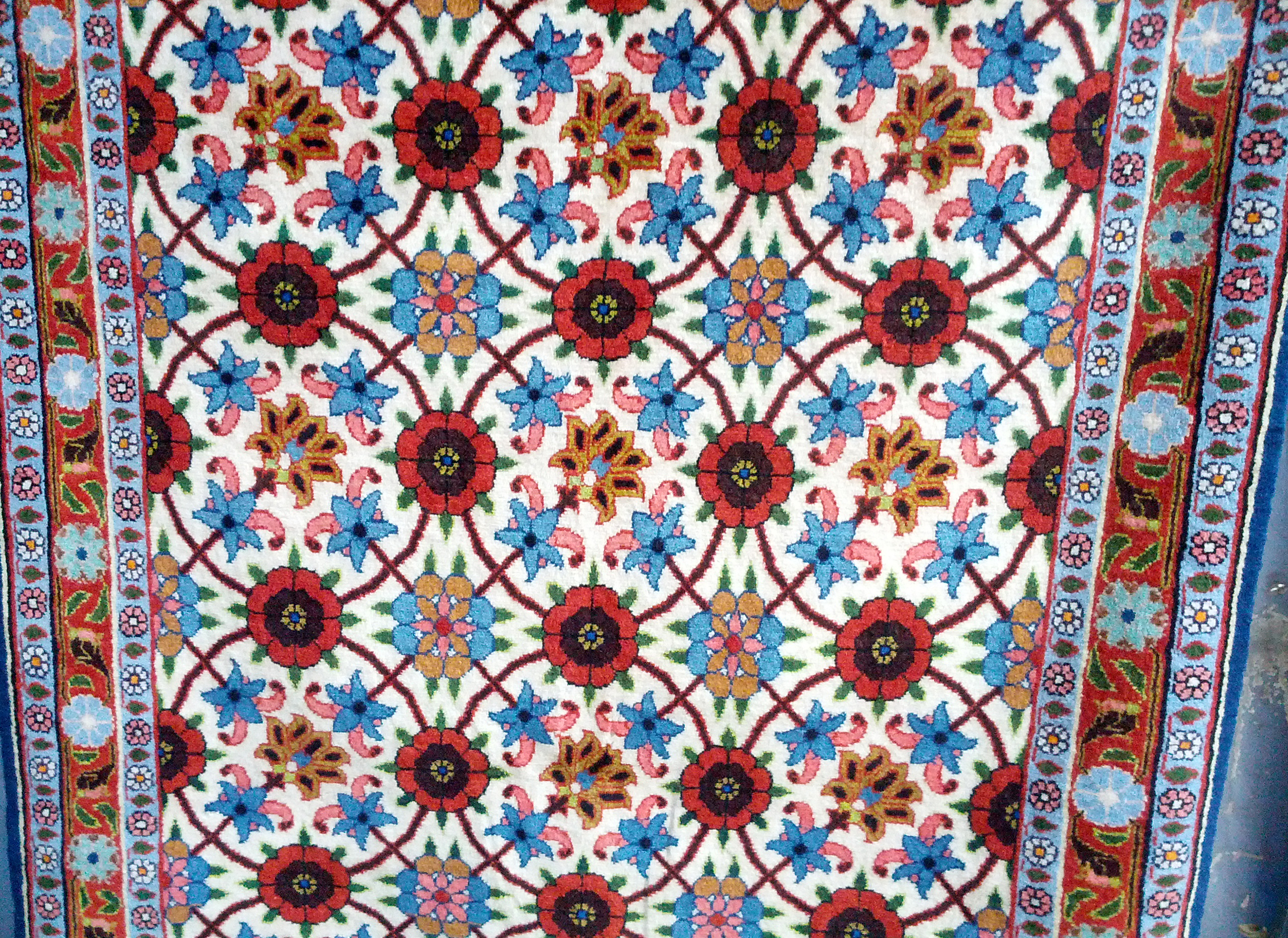
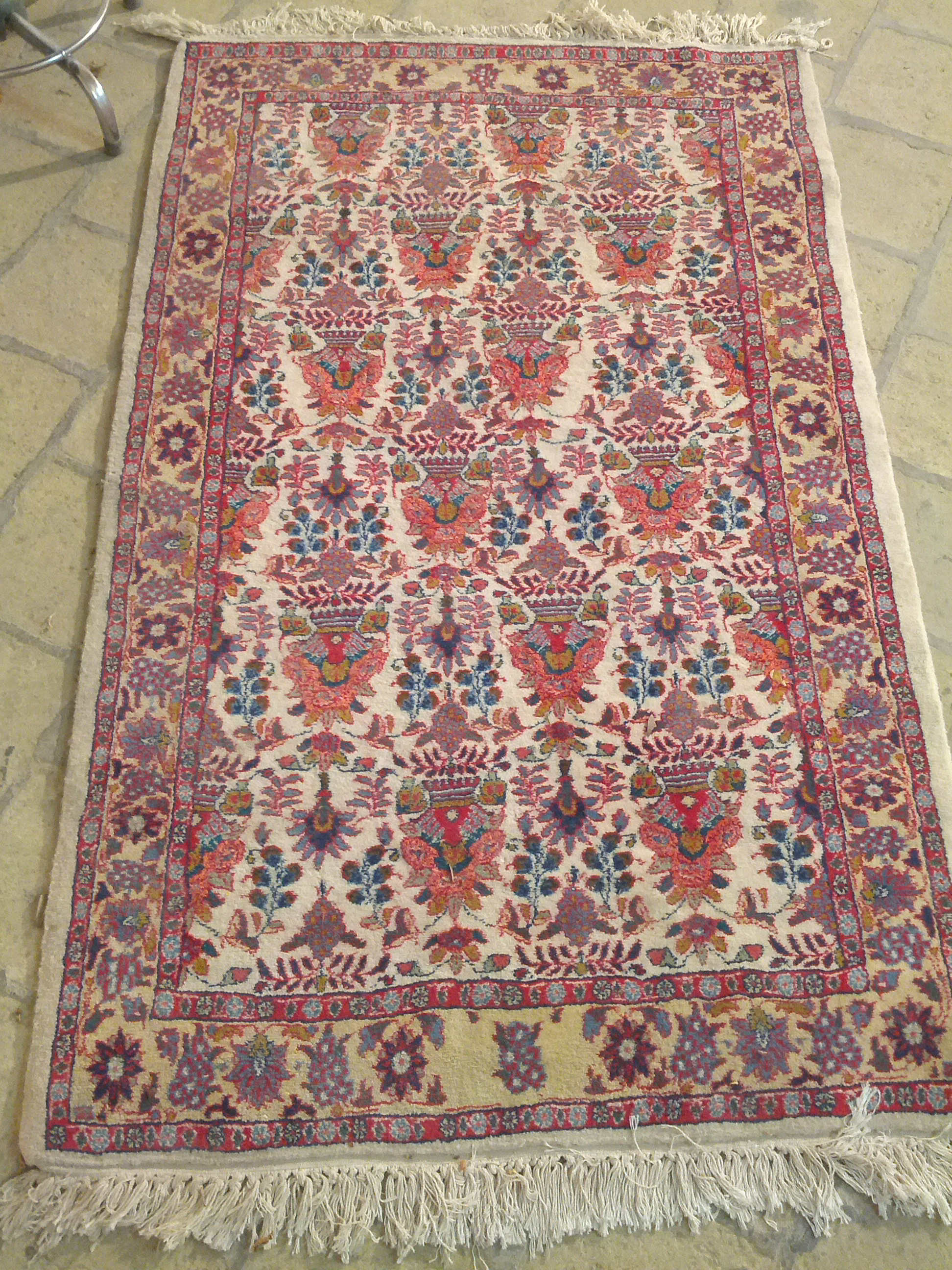
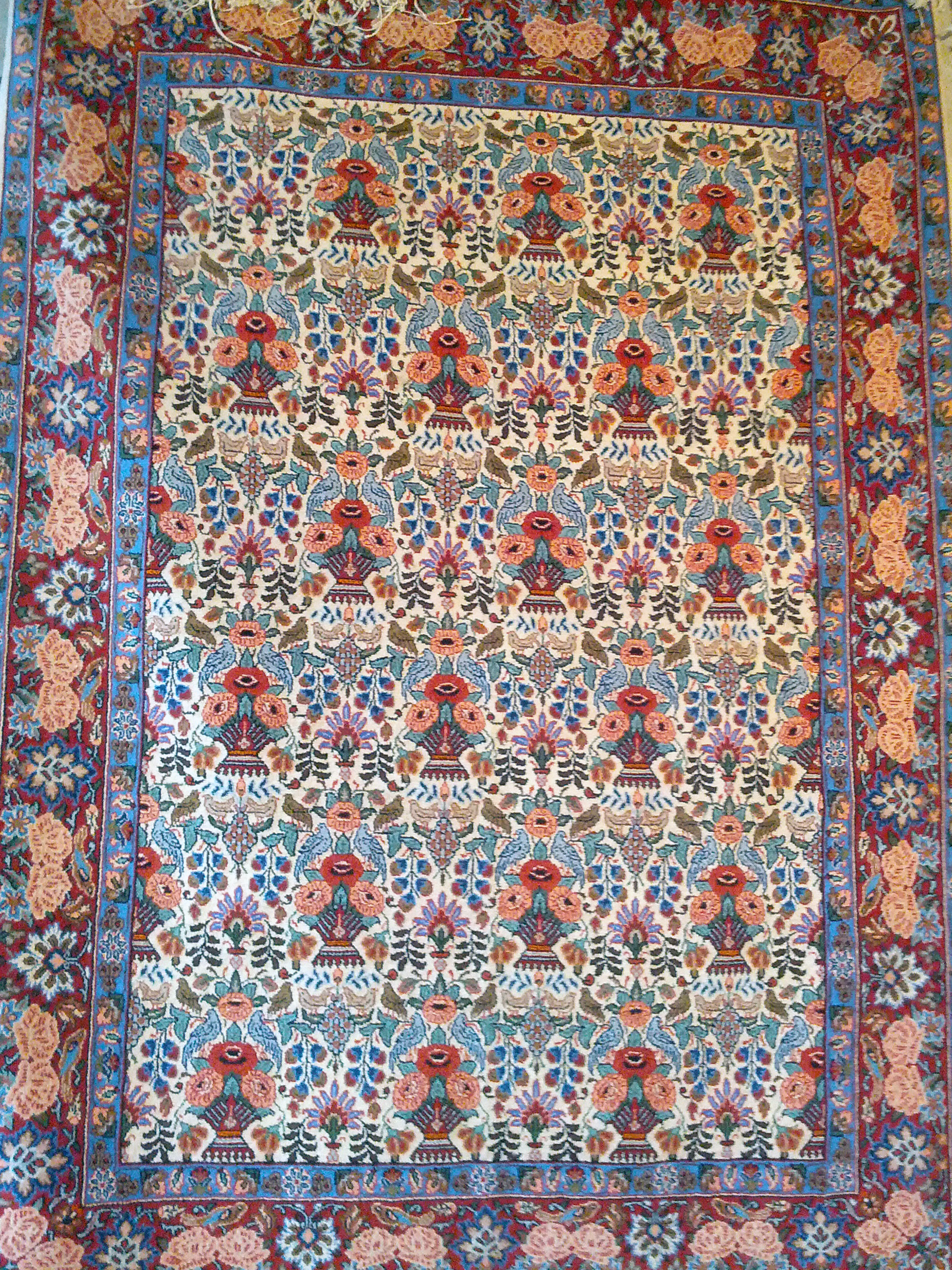
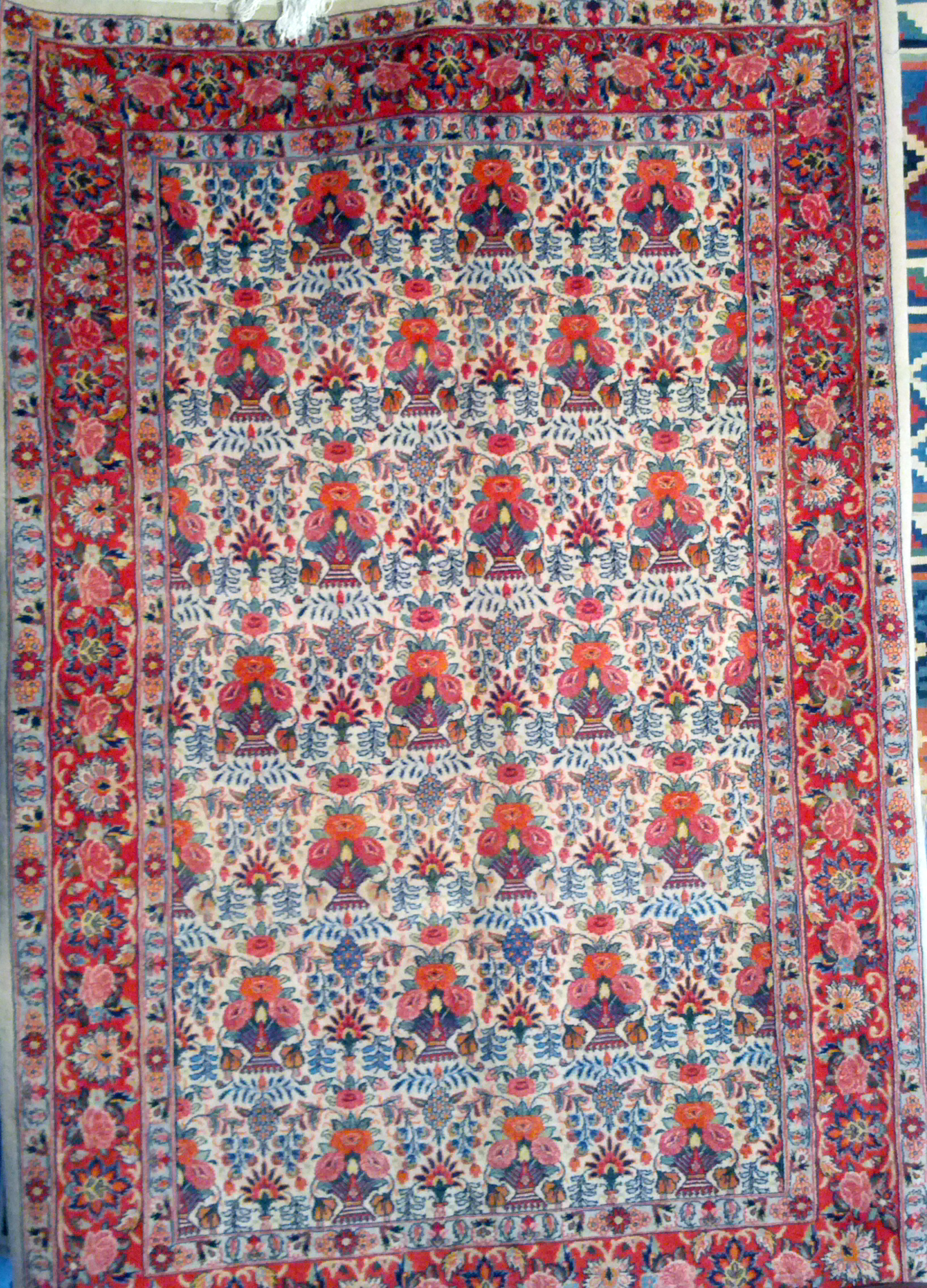
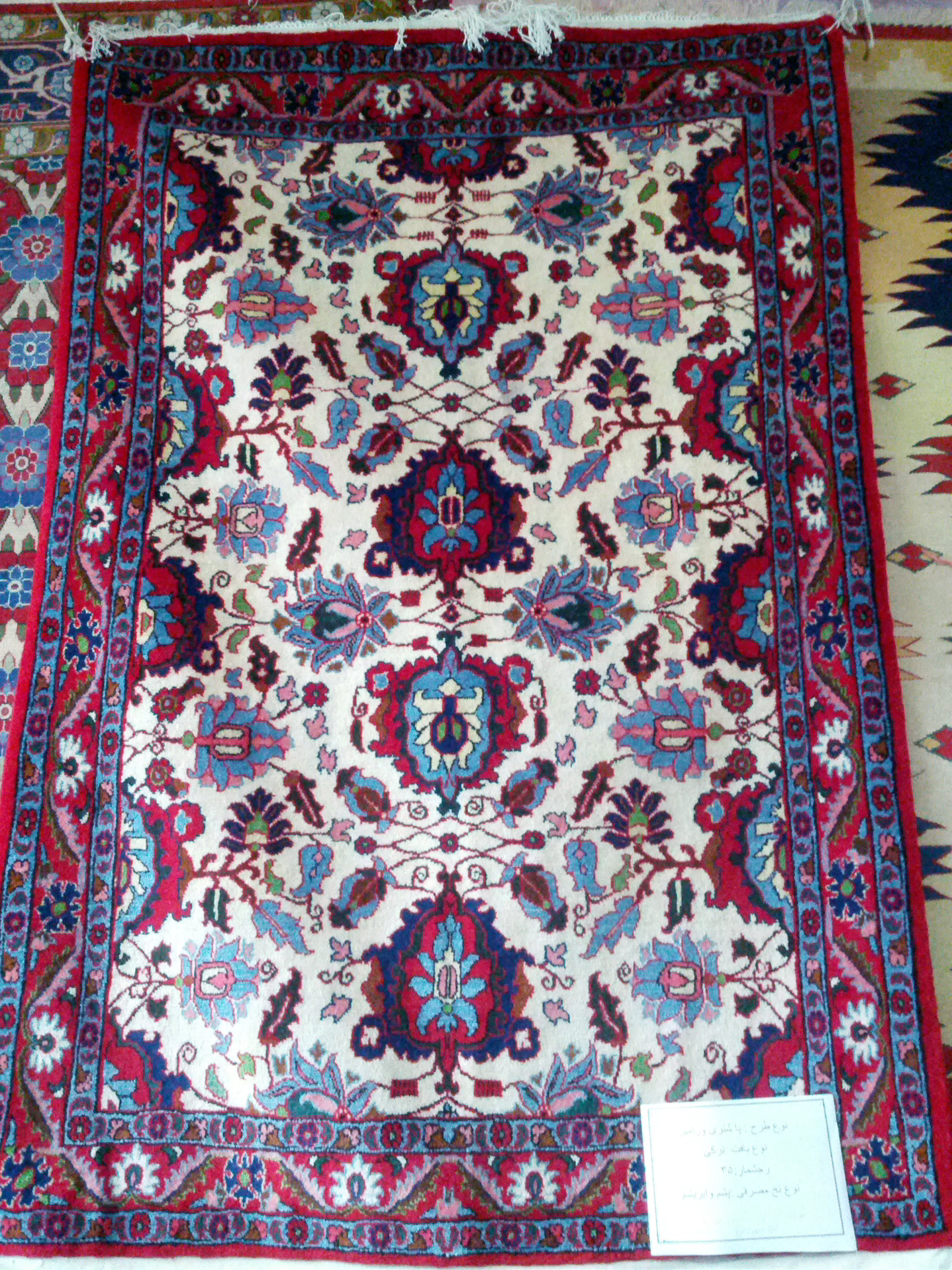
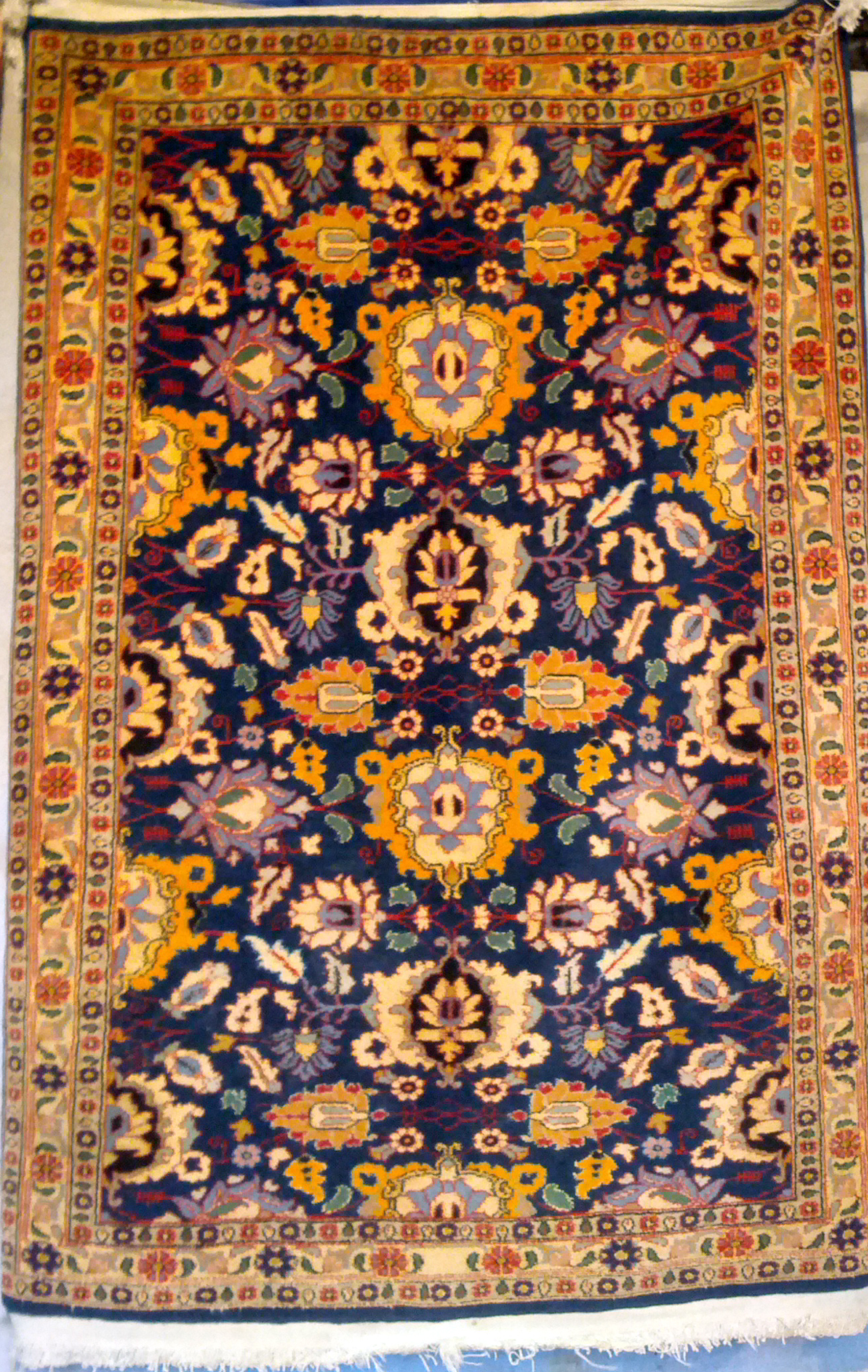